# Paccha (parroquia de Cuenca)
Paccha es una parroquia rural del cantón Cuenca, situado en la Provincia de Azuay, Ecuador. Según el censo de 2022, tiene una población de 8497 habitantes.
Está situada a 11 km al noreste de la ciudad de Cuenca, a 2600 metros sobre el nivel del mar. Se puede llegar por dos vías de primer orden, como son la antigua arteria interprovincial conocida como Panamericana y la actual vía Cuenca-Azogues, con el servicio de tres líneas de transporte de buses urbanos en las siguientes rutas: Monay-Baguanchi-Paccha, Ucubamba-Paccha y Cuenca-Nulti-Paccha.

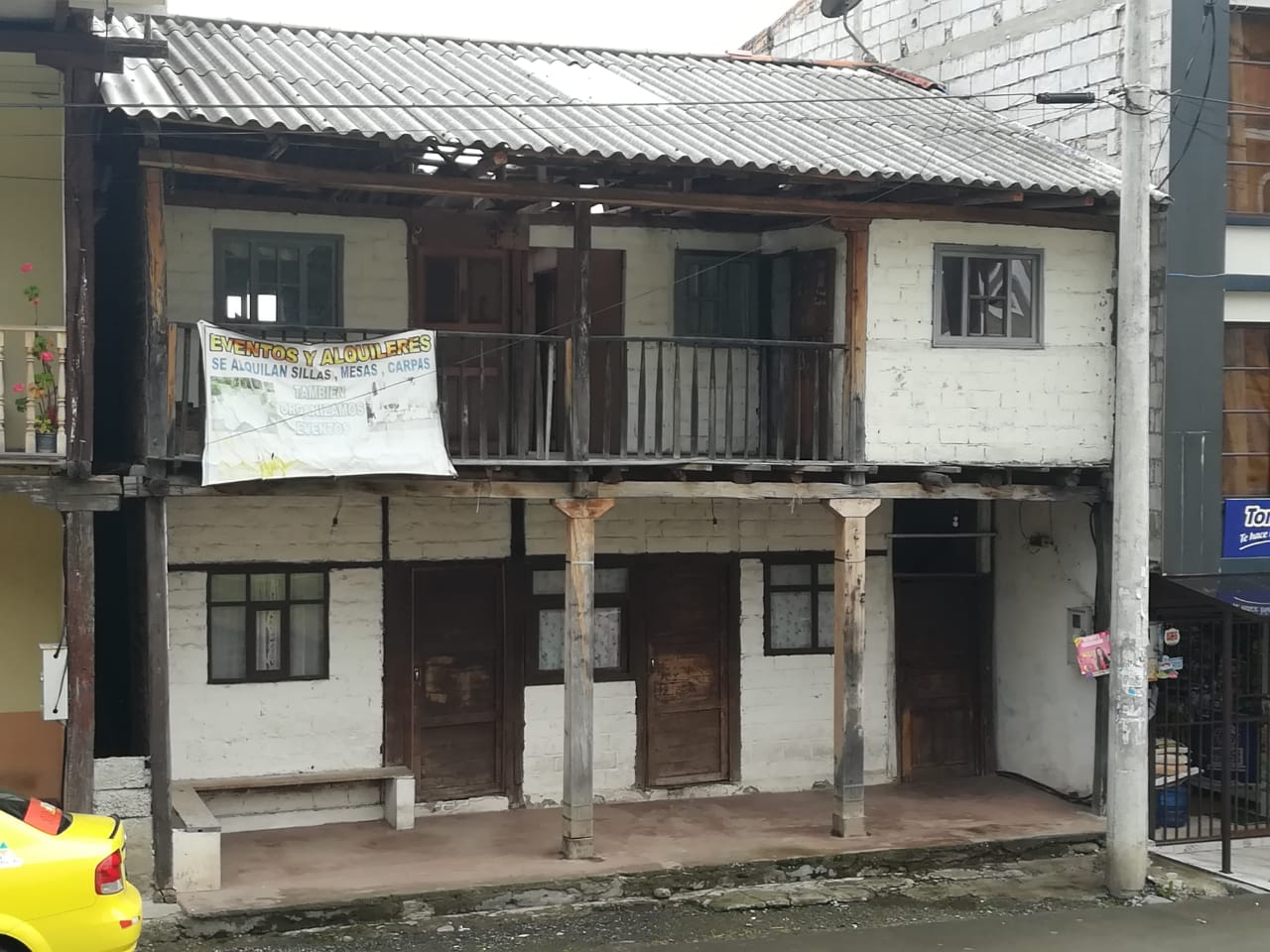
Viviendas de Paccha

## Historia

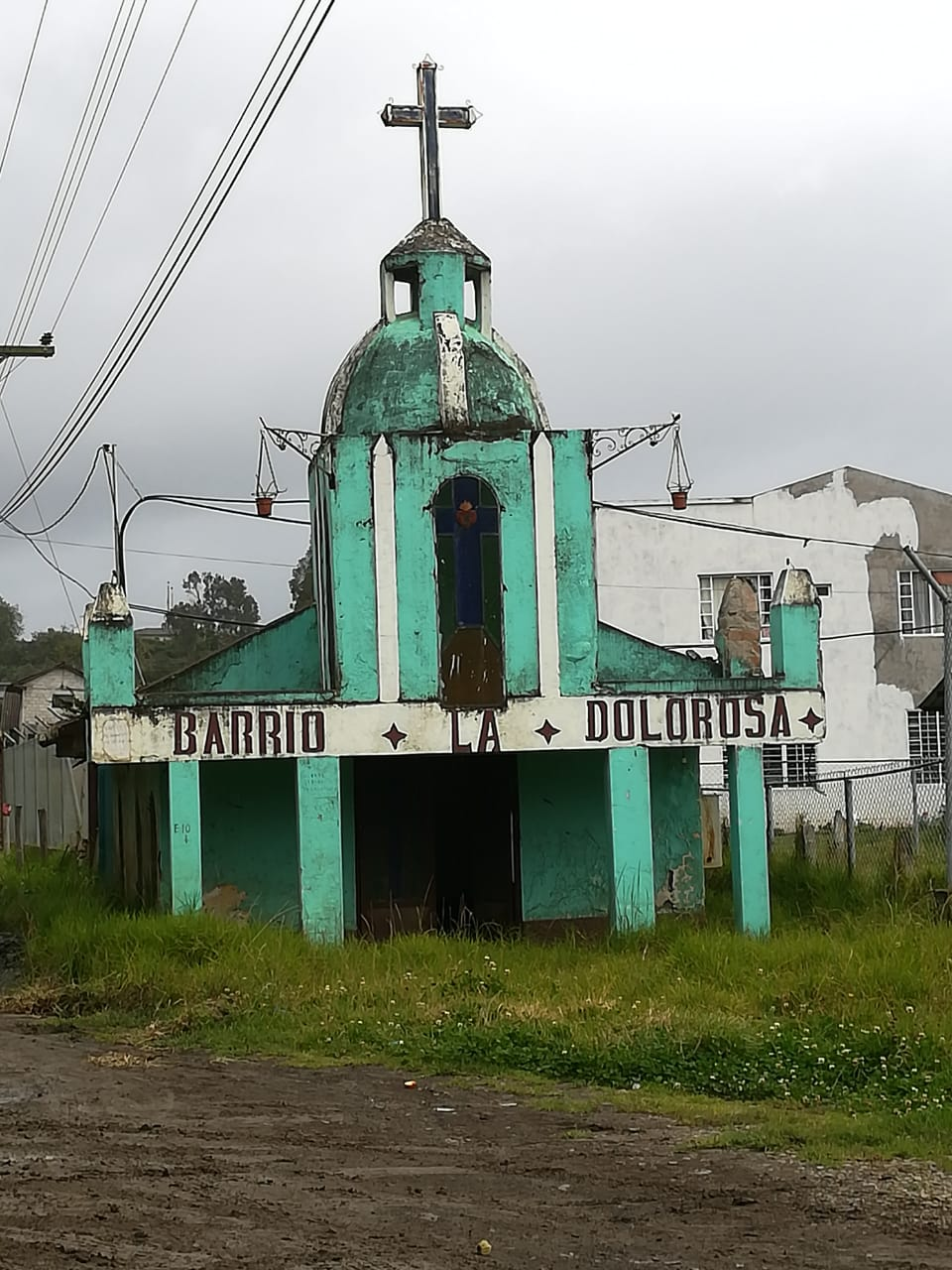
Barrio la Dolorosa

Es una de las parroquias más antiguas de Cuenca, superada únicamente por la parroquia de San Blas, que fue fundada en 1570. 
Paccha fue parte del entorno cañari. Según Miguel Domínguez, los pueblos cañares se dividieron de esta manera GUAPONDELIG: cumbis, Molleturos, Sayusies, Pacchas, Tarques, Sinincay, Quingeo, Jidcay, Narancay, Checa, Gualal, Chordeleg, Multizapa, 14 pueblos. La naturaleza de Paccha es indiscutible ya que es un  pueblo tan antiguo e importante. Es más, existe un dato acerca de lo que hace referencia a la expulsión de los cañaris en calidad de mitimaes, luego de la conquista de los incas, en el que Paccha se encuentra inmerso. 
De esta manera se va configurando con varios componentes étnicos provenientes del Perú, concretamente de Cajamarca, Chachapoya, Huancabamba y Ayabaca; se suman otros pueblos mitimaes conocidos como chiriguanos, nultisapas, tarcanes, pacchas, molleturos, oriundos también del Perú. A través del mismo sistema mitimae se hicieron también presentes en territorio cañari, comunidades provenientes del Ecuador. Así se comenzó a estructurar  la composición poblacional indígena tanto Azuay como Cañar, mediante diversos componentes étnicos. Por esta razón, todavía existen comunidades indígenas existentes como Quilloac, Cojitambo, Paccha, Molleturo son de origen mitimae, es decir traídas de otras regiones. Finalmente, se incluye a Paccha  como un pueblo integrante  de la Gran Confederación Cañari. 
Paccha fue fundada por los españoles en 1582 con el nombre de San Francisco de Paccha. El nombre de San Francisco de Paccha fue dado a los primeros religiosos llegados a este rincón fueron los dominicanos y franciscanos, quienes trajeron de España dos imágenes de San Francisco de Asís. Con relación a la palabra Paccha existen varios significados como  La palabra Paccha provendría acaso del vocablo quichua “pacha” , que quiere decir “canales” o “ surtidores-fuentes de agua” o que la palabra Paccha tiene relación con que el Inca Huayna Cápac con su esposa la princesa Paccha quien venía a descansar por estos parajes.
Actualmente Paccha esta formada por varios anejos  como comunidades, sectores o localidades que complementan para su desarrollo y para facilitar la administración de estas se ha clasificado en zonas contándose entre los principales:
Zona 1.- La Dolorosa, Guagualshumi, Aushangata, Quintuina y Torreros. 
Zona 2 .- Viola, San Vicente, Ucubamba e Higospamba.
Zona 3.- Pampa del Rosario, Monay Chico II(El Cruce), Tablón, San Miguel de Baguanchi, Baguanchi-Cedillo, Laucón, Toctepampa, Zhañi y Cochas. 
Zona 4.- Cabullín, Naranjos, Naranjos de Betania, Naranjos-Tres esquinas y Unión y Progreso
Zona 5.- Peñazol y La Playa.

## Geografía
Paccha limita al norte con Nulti; al sur con los sectores urbanos de Monay y Machángara; al este con Jadán (Gualaceo), Santa Ana y El Valle (Cuenca) y al oeste con Cuenca y Ricaurte; abarcando una superficie territorial de 26.4 km lo que representa el 0.8% del total del territorio cantonal.

## Actividades económicas

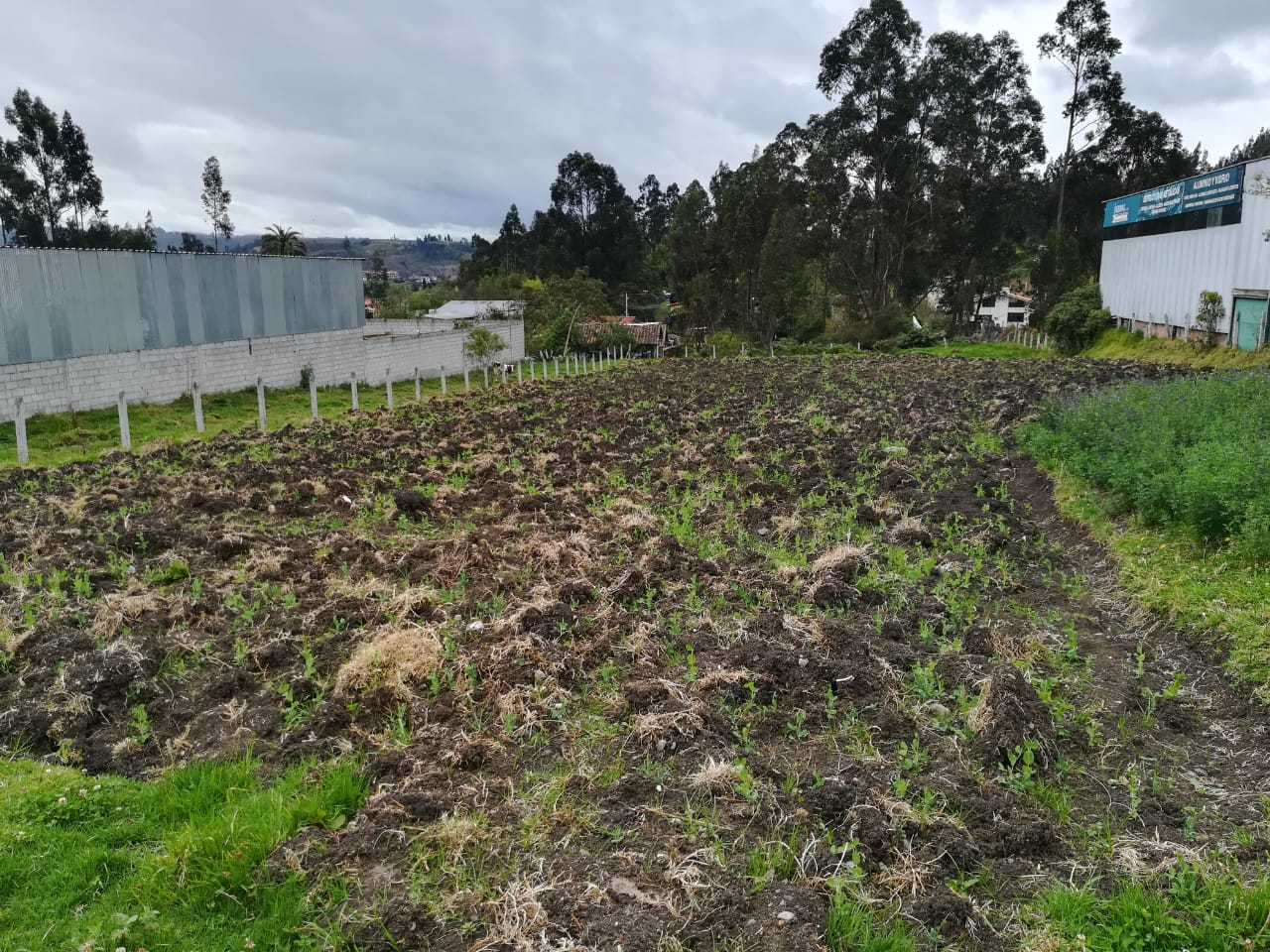
Agricultura de Paccha

La actividad económica preponderante de Paccha constituye sin lugar a dudas, la artesanía, cuyo renglón, en atención a su importancia, se divide en: carpintería, los tejidos de prendas de lana,  la elaboración de esteras de totora, el tejido de sombreros de paja toquilla; adicionalmente a esto, y como artesanía secundaria, la elaboración de objetos y juegos pirotécnicos, los bordados, la confección de prendas de cuero y la panadería. En lo que corresponde a la agricultura, esta viene a ser básicamente una actividad de autoconsumo ( maíz, papas, frijol, cebada, arvejas). Según cifras actuales, este rubro es realmente bajo, puntualizando que un pequeño número de habitantes de Paccha, son empleados públicos y militares; por ellos es que la migración en esta parte del Azuay, resulta ser alta, como ocurre en la mayoría de poblaciones rurales del austro.

## Hidrografía
El territorio de Paccha se encuentra rodeado en el suroeste, por el río Cuenca, en el noreste por los ríos Jadán y Quingeo y en el centro de la parroquia se encuentra un alto relieve del cual nacen una gran cantidad de quebradas que alimentan a estos dos afluentes

## Datos sociodemográficos
Según el censo del INEC de 2010, en ese momento Paccha tenía 6467 habitantes, de los cuales 2961 (45.78%) eran hombres y 3506 (54.22%) eran mujeres. La población total de Paccha representaba el 1.9% del total cantonal, cantón Cuenca, y el 0.90% del total provincial, provincia del Azuay.

## Turismo y aspectos arqueológicos
Paccha es una parroquia con mucha historia. Entre sus principales lugares turísticos están:

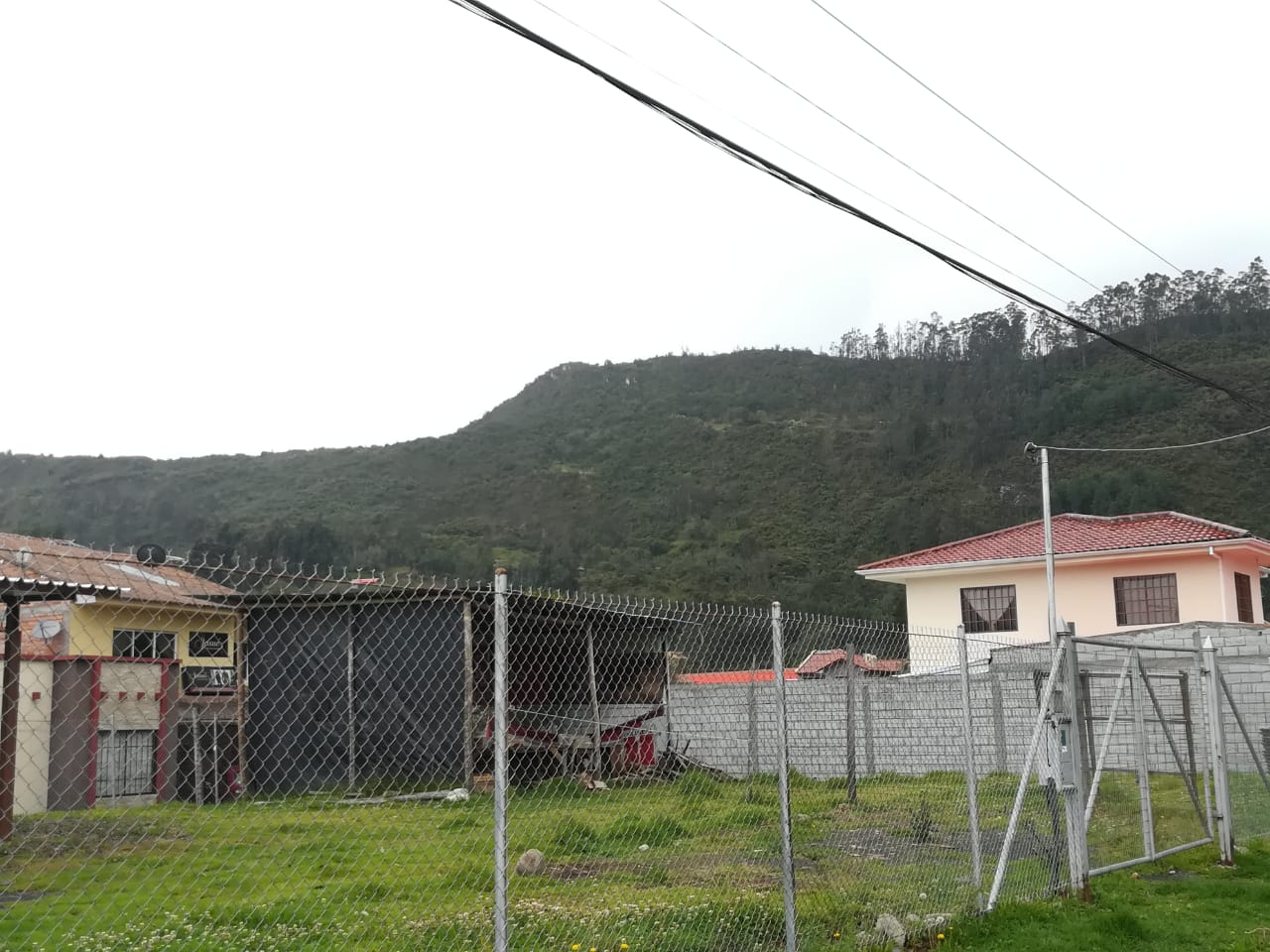
Cerro Huahualzhumi

### Cerro Huahualzhumi
Es un cerro otero ubicado a 3900 m.s.n.m.  en la parte alta de Paccha. Un dato curioso es que los cañaris, tenían un templo dedicado al puma llamado Gualgualshuma donde debieron realizarse sacrificios sangrientos.   Además, es considerado como un mirador que presenta el panorama más lindo de la provincia del Azuay.
Se comenta que en tiempo muy pretéritos fue o es un volcán ya que con claridad se puede observar la lava vertida, especialmente por la parte nor-occidental, también se menciona que el cráter del volcán está en la cumbre del cerro. 

### Cerro Curitaqui
Es una colina ubicada al lado nororiental del cerro Huahualzhumi. Esta colina contiene elementos que indican haber sido una atalaya cañari.  Las leyendas y las historias son los principales elementos de este lugar . Además, el lugareño y el extraño se verán siempre subyugados por el encanto de esta tradición figurativa que no ha hecho más que darle a este lugar un atractivo muy especial y particular.

#### Leyenda del Curitaqui
En la ladera sur occidental de la colina de Curitaqui, se abre una cavidad natural de 8 m de profundidad por 3,50 m de ancho, en la boca y 4,50 m de fondo. En estas hendiduras  laterales se refugiaron los murciélagos.Esta oquedad natural denominada Curitaqui, está encargada de leyendas, entre otras: El troje de oro es considerado como la morada de la “mama huaca”, personaje mítico consistente en una vieja desgreñada que se alimenta de criaturas humanas recién nacidas, entregadas por lo indígenas pobres durante la noche, quienes en retribución, reciben una canasta de mazorcas de oro, al despuntar los primeros rayos del sol.

##### Laguna De Quituiña
Es una laguna muy profunda. La gente que ha caído en esta laguna, nunca ha podido salir con vida. Los moradores del barrio cuentan que es la hija de la  laguna que está a lado y la gente la conoce como la mamá quituiña.
Las actividades que se pueden realizar en esta laguna es la pesca.

## Clima

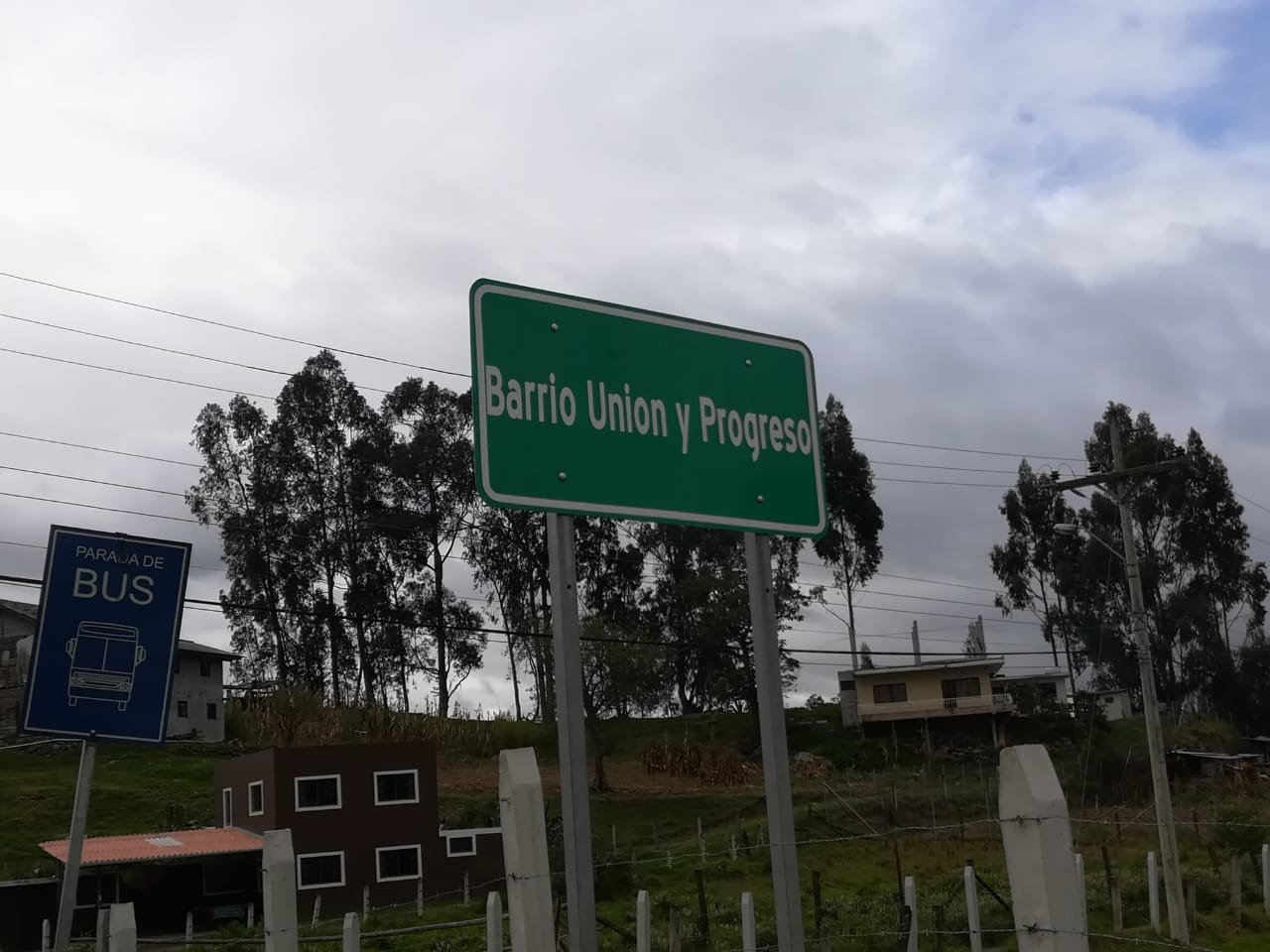
Clima de Paccha

Debido a que la altitud de esta parroquia se encuentra entre los 2.421 y 3.060 metros sobre el nivel del mar, le corresponden dos pisos climáticos que son: subtropical interandino y templado interandino. El piso subtropical interandino, debido a que oscila entre las alturas de 1.800 y 2500 m.s.n.m., se encuentra en una parte muy pequeña del territorio de la parroquia. Su característica principal es que tiene lluvias abundantes durante el invierno mientras que en verano son poco frecuentes. Así mismo, la temperatura de este tipo de piso ronda entre los 15 y 18 °C.

## Vegetación
- San Francisco de Paccha tiene una vegetación perteneciente al Bosque Seco Montano, el cual se encuentra entre los 2.000 y 3.000 metros sobre el nivel del mar. En cuanto a la distribución de la vegetación en la parroquia Paccha, tenemos que no cuenta con mucho potencial para la agricultura extensiva.
- La biodiversidad de flora en esta parroquia es bastante baja, de hecho “se han registrado apenas 78 especies de plantas, de las cuales 1 especie es endémica del Ecuador, 53 son nativas y el resto, 23, son introducidas[5]

## Artesanías
En esta parroquia se elaboran productos a base de totora así como: cojines, sopladores para carbón, esteras (alfombras), marcos, espejos, muebles. Se producen también  jarrones de barro revestidos, canastas para llevar al mercado, que permiten sustituir  a las bolsas plásticas.En la comunidad que se produce estos productos se llama Aushangata que queda a unos 3 munitos del centro, seguimos a mano izquierda entrando por un camino de tierra vamos encontrar a las señoras Narciza Landy y María Sarate son quienes producen y manifiestan que ellos aprendieron de sus antepasados, lo valioso es que en la misma parroquia se cultiva y se cosecha la planta,

## Gastronomía

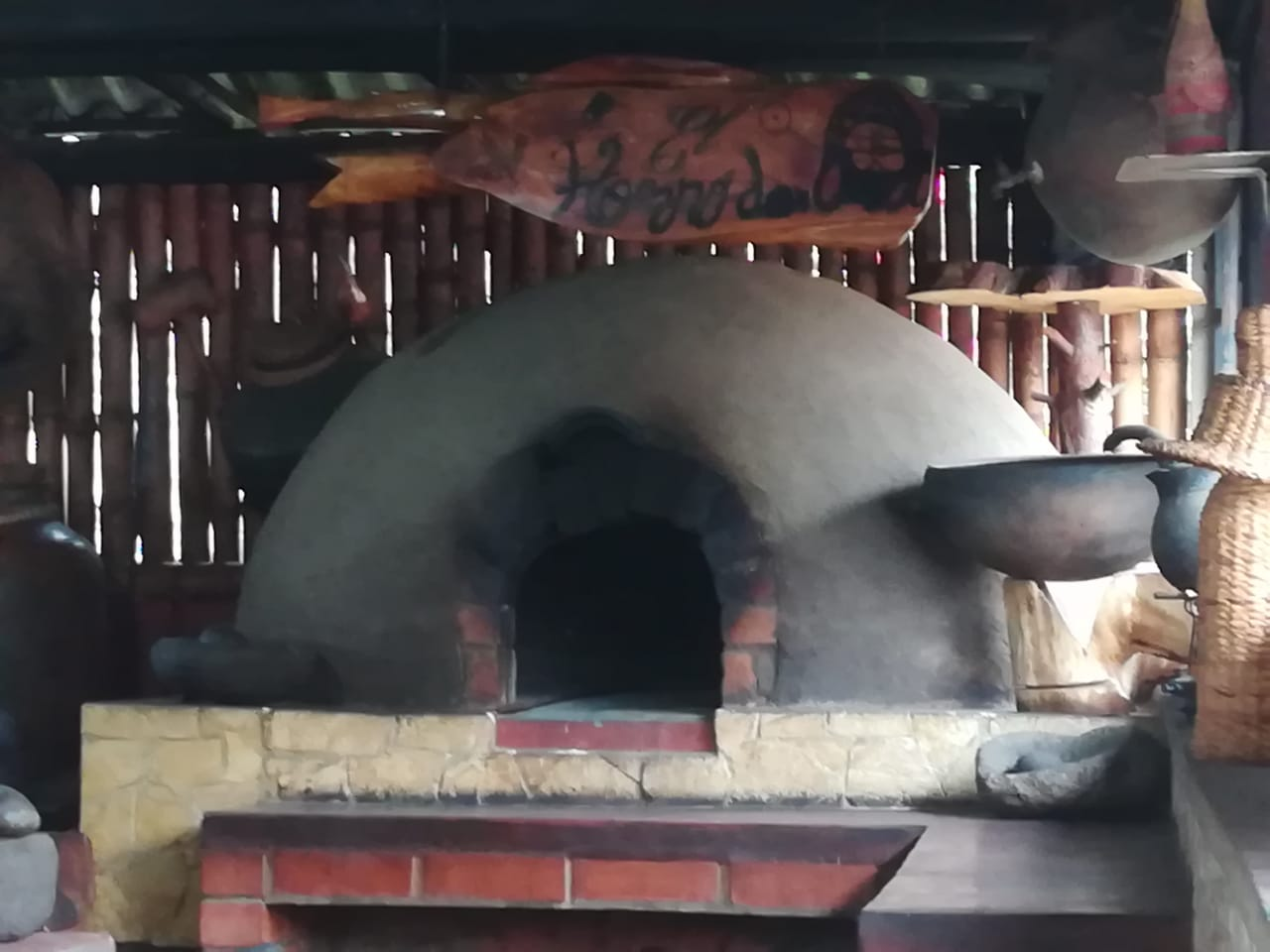
Horno de leña de Paccha

Paccha es reconocido por su pan de horno de leña.Los tradicionales mestizos, la rodilla de Cristo, la empanada o la chola son solo cuatro de las variedades de pan que aquí preparan con harina, levadura, huevos, manteca, panela y quesillo.

## Festividades

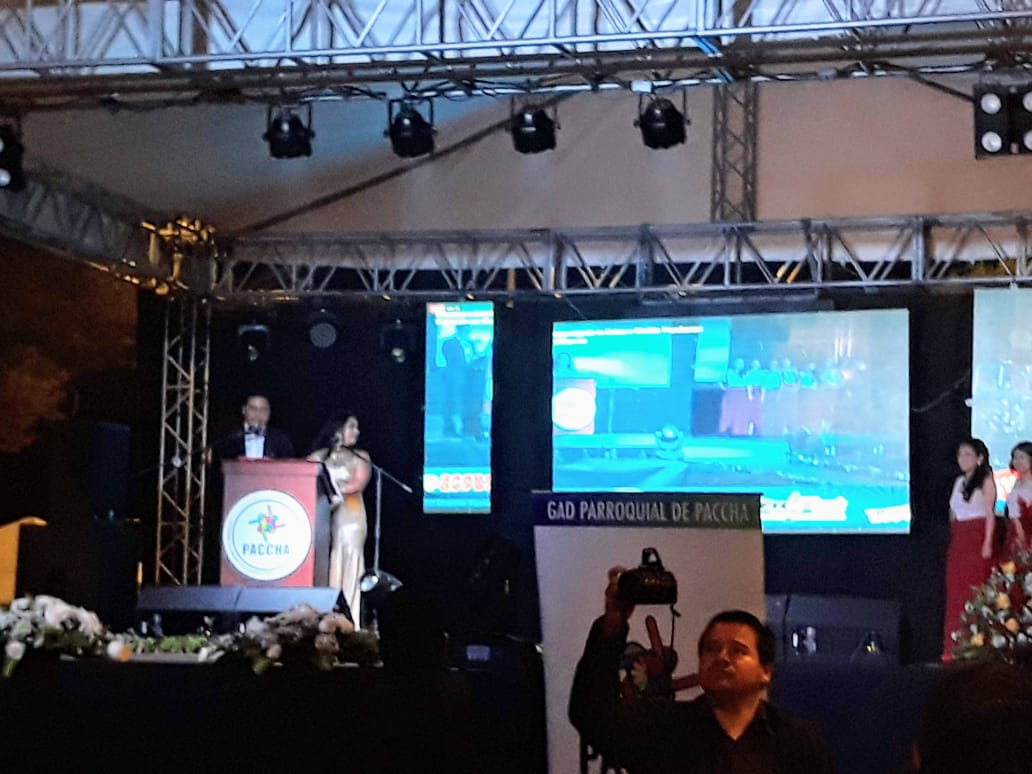
Elección a la Reina de Paccha

En Paccha las celebraciones se dan con debido cumplimiento, varias festividades. La primera, Semana Santa, empezando con la del Viernes de Concilio, luego la del Domingo de Ramos y rematando con la procesión de Viernes Santo, en honor a la Virgen de los Dolores; que conforme a referencias de los propios lugareños constituye una celebración que se desenvuelve con una inmensa afluencia de feligreses y peregrinos que acuden por centenares a venerar a la portentosa imagen poblana. La segunda y tercera fiesta se da en el primero y segundo domingo de octubre, en homenaje de San Francisco de Así, su patrono central y en honor a la Virgen de Rosario.   
En Navidad igualmente tiene expreso desarrollo las conocidas Pasadas del 25 de diciembre y la del primero de enero. La última conmemoración, la de mayo, tiene un carácter cívico, por el aniversario de fundación de la parroquia recordación que se festeja con desfile estudiantil, en el que participan los alumnos de todos los establecimientos educativos de la zona, incluidos los de las comunidades. Luego de ellos, se da curso a una sesión solemne, en la que se rinde homenaje a instituciones públicas y privadas; así como a personajes del pueblo que durante el año se han destacados por ver la comarca obras materiales y culturales cristalizadas.

## Instituciones
Paccha tiene una institución de segunda enseñanza como es el Colegio Técnico " Cesar Vasquez Astudillo" ; sumando la existencia de varios servicios comunitarios como biblioteca, dispensario médico del seguro social campesino (Comunidad de Viola), un Sub Centro de Salud; Tenencia Política, Junta Parroquial, Jefatura de Área del Registro Civil, Consejo de Pastoral Social, catequistas, animadores y agentes de pastoral social, Página Web, una centralilla telefónica de Pacifictel con 1060 líneas; estadio, club deportivo y otros servicios básicos como casa comunal, una decena de canchas deportivas construidas en varias comunidades, y finalmente la red integral de agua potable.